# Hans-Rüdiger Minow
Hans-Rüdiger Minow (* 1944 in Bad Schwalbach) ist ein deutscher Filmregisseur, Filmproduzent und Publizist.

## Leben
Minow wuchs in West-Berlin und Darmstadt auf und studierte 1964–67 in Tübingen und Paris Philosophie, Geschichte und Theaterwissenschaften, 1967/68 an der Deutschen Film- und Fernsehakademie Berlin (DFFB). Dort drehte er einen Dokumentarfilm über die Demonstration am 2. Juni 1967 gegen den Besuch des Schahs. Wegen der Organisation von Protestaktionen gegen die Notstandsgesetze wurde er Juli 1968 gemeinsam mit Holger Meins von der Hochschule verwiesen (relegiert).  1969–71 arbeitete er als Industriearbeiter in West-Berlin. 1973–76 half er beim Aufbau eines Filmstudios in Vietnam und drehte dort den Dokumentarfilm Nach dem dreißigjährigen Krieg. Seit 1976 arbeitete er als Dokumentarfilmer, Drehbuchautor und Filmproduzent in Westdeutschland, Dänemark, Frankreich, Griechenland, Großbritannien, Italien, Russland und Syrien. 2000–06 war er Mitherausgeber des Internetportals Informationen zur deutschen Außenpolitik, 2007–18 war er Vorstandssprecher der Organisation Zug der Erinnerung. In vielen Dokumentarfilmen untersuchte er Themen des Naziregimes. In Büchern und Essays setzt er sich mit zeitgeschichtlichen, sozialen und politischen Fragen auseinander.

## Werke

### Dokumentarfilme (Auswahl)
- Berlin, 2. Juni (Deutsche Kinemathek Berlin 1967)
- Nach dem 30jährigen Krieg (WDR 1976)
- Der Morgenthau-Plan (WDR)
- Per Adresse: Hotel Lutetia (WDR)
- 18. Oktober 1977 (WDR)
- Blutiger Montag (zum Attentat auf Lord Mountbatten im Spätsommer 1979) (WDR)
- Strassen zum Krieg (WDR)
- Vierzig Jahre in 4 Cafés (WDR)
- Im Zeichen des Kreuzes (über die (fiktiven) Folgen eines nuklearen Gaus) (Common-Film mit ARD 1982)
- Psychologische Verteidigung (WDR)
- Gen Osten! Nach West! (Dreiteilige Dokumentation mit Spielelementen) (WDR)
- Leyland (WDR 1988) (nach dem gleichnamigen Buch von Heinz-Wilhelm Brandenburger)
- In der Gnade der späten Geburt (WDR)
- Ich stelle mich (WDR 1991)
- Aufbruch nach Osten (WDR)
- Zu Gast bei: Horst Teltschik (WDR)
- Unheimliche Nachbarn (WDR)
- Am Ende einer Utopie? (WDR)
- Nachtflug in den Tod (WDR) (über den Tod Dag Hammarskjölds im Kongo 1961)
- Benutzt und gesteuert: Künstler im Netz der CIA (ZDF/arte)
- Der Weisse Elefant (ZDF/arte)
- Herrenpartie: Eine italienische Reise (WDR)
- Mord auf Kephallonia (WDR 2002)
- Die Anstalt (Spielfilm) (Common-Film/ZDF)
- Wer einmal in der Anstalt saß (ZDF)
- Ich möchte lieber verrückt sein (WDR)

### Sachbücher (Auswahl)
- "Deutschtum erwache". Aus dem Innenleben des staatlichen Pangermanismus. Mit Walter von Goldendach, Dietz, Berlin 1994, ISBN 3-320-01863-9
- Der Zug der Erinnerung, die Deutsche Bahn und der Kampf gegen das Vergessen, Schmetterling Verlag, Stuttgart 2014, ISBN 3-89657-150-8
- Flugschrift No. 1: Zwei Wege – Eine Katastrophe, Aachen 2016